# Loiret (département)
Cet article concerne le territoire du Loiret, en tant que division administrative. Pour la collectivité territoriale, voir Conseil départemental du Loiret. Pour les autres significations, voir Loiret.
Le département du Loiret (/lwa.ʁε/ ) est un département français de la région Centre-Val de Loire. L'Insee et La Poste lui attribuent le code 45. Sa préfecture est Orléans et c'est aussi le chef-lieu de la région.
Situé à une centaine de kilomètres au sud de Paris, il tire son nom de la rivière du Loiret.

## Histoire
L'histoire du Loiret, en tant qu'entité administrative, commence le 22 décembre 1789 par un décret de l'Assemblée constituante, qui entre en vigueur quelques mois plus tard, le 4 mars 1790. Il est constitué à partir d'une partie des anciennes provinces de l'Orléanais et du Berry. Mais l'histoire du territoire du département du Loiret est bien plus ancienne.
De nombreux sites attestent un peuplement très ancien de l'actuel territoire loirétain, où des hommes ont vécu dès le Paléolithique. Les peuples celtes des Carnutes et des Éduens s'installent dans la région au cours de la Tène, développant artisanat et commerce. La romanisation consécutive à la guerre des Gaules est rapide et permet notamment le développement d'un réseau de voies de communication autour de Cenabum, d'agglomérations secondaires et notamment de villes d'eaux comme Sceaux-du-Gâtinais et de fermes et villae dans les campagnes.
Vers 451, les Huns envahissent la région mais sont repoussés devant Orléans. Puis les Francs arrivent jusqu'à la Loire. Clovis, devenu chrétien, entre à Orléans qui devient, à sa mort, capitale d'un royaume franc dont le premier roi est Clodomir. Une période de paix et de prospérité suit sous le règne de Charlemagne. Jusqu'à Louis VII, Orléans fait figure de capitale. Peu à peu les rois agrandissent leur domaine. Successivement le Gâtinais, la seigneurie de Montargis, le comté de Gien, la seigneurie de Beaugency sont réunis à la couronne. Quatre sacres ont ainsi lieu dans la région en 848, 879, 987 et 1108.
Aux XIVe et XVe siècles, la guerre de Cent Ans dépeuple et ruine les campagnes ; elle prend fin dans la région par le siège d'Orléans et la victoire de Patay grâce à l'intervention de Jeanne d'Arc. Le XVIe siècle est quant à lui marqué par une renaissance architecturale et des lettres mais aussi par la Réforme qui voit Orléans s'ériger en capitale du protestantisme puis le massacre de la Saint-Barthélemy en 1572. Au XVIIe siècle sont réalisés de grands travaux comme le canal de Briare, le canal d'Orléans, les premières levées de Loire. Ils sont suivis au XVIIIe siècle par d'autres comme le pont George-V à Orléans. Le territoire de l'actuel département du Loiret fait alors partie de la généralité d'Orléans, créée en 1558.
Après les disettes de la fin du XVIIIe siècle, la Révolution est l'occasion de grands espoirs, avec la création d'un nouveau cadre administratif, le département. Le XIXe siècle est marqué par une succession de régimes politiques et, à partir du Second Empire, par une période de prospérité économique reposant sur la production agricole - céréales en Beauce, vigne en val de Loire - l'évolution des moyens de transport, à savoir la marine de Loire ; viennent ensuite le chemin de fer et de nouvelles industries.
La Première Guerre mondiale puis la Seconde Guerre mondiale meurtrissent durement le département qui, occupé, est aussi le siège d'une résistance vive. Cinq villes subissent d'importants dommages : Orléans, Gien, Sully-sur-Loire, Châteauneuf-sur-Loire et Saint-Denis-de-l'Hôtel. Après la période de reconstruction, le Loiret, situé aux portes de Paris, est un des départements qui bénéficient le plus des grands changements des Trente Glorieuses. Sa population augmente de 19 %. Grâce au développement d'un maillage de voies de communication modernes et aux bénéfices de la décentralisation, le Loiret connaît l'installation de nombreuses entreprises utilisant notamment des techniques de pointe avant de subir les effets de la crise économique du début du XXIe siècle.

## Héraldique
| Blason du Loiret | Les armes du Loiret se blasonnent ainsi : d’azur à la divise ondée d’argent accompagnée de trois fleurs de lys d’or, le tout surmonté d’un lambel aussi d’argent. |

## Géographie

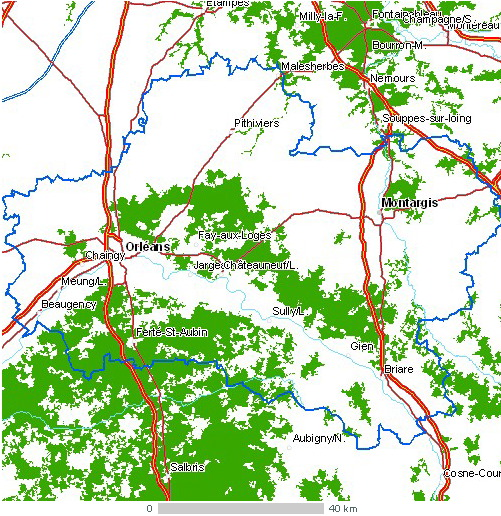
Carte de l'espace forestier du Loiret.

Le département du Loiret appartient, avec le Loir-et-Cher et l'Eure-et-Loir, à l'ancienne province historique de l'Orléanais. Il est aujourd'hui un des départements de la région Centre-Val de Loire.
Il est limitrophe des départements de l'Essonne, de Seine-et-Marne, de l'Yonne, de la Nièvre, du Cher, de Loir-et-Cher et d'Eure-et-Loir.
Il comprend quatre aires urbaines : Gien, Montargis, Orléans et Pithiviers.

Paysages du Loiret :
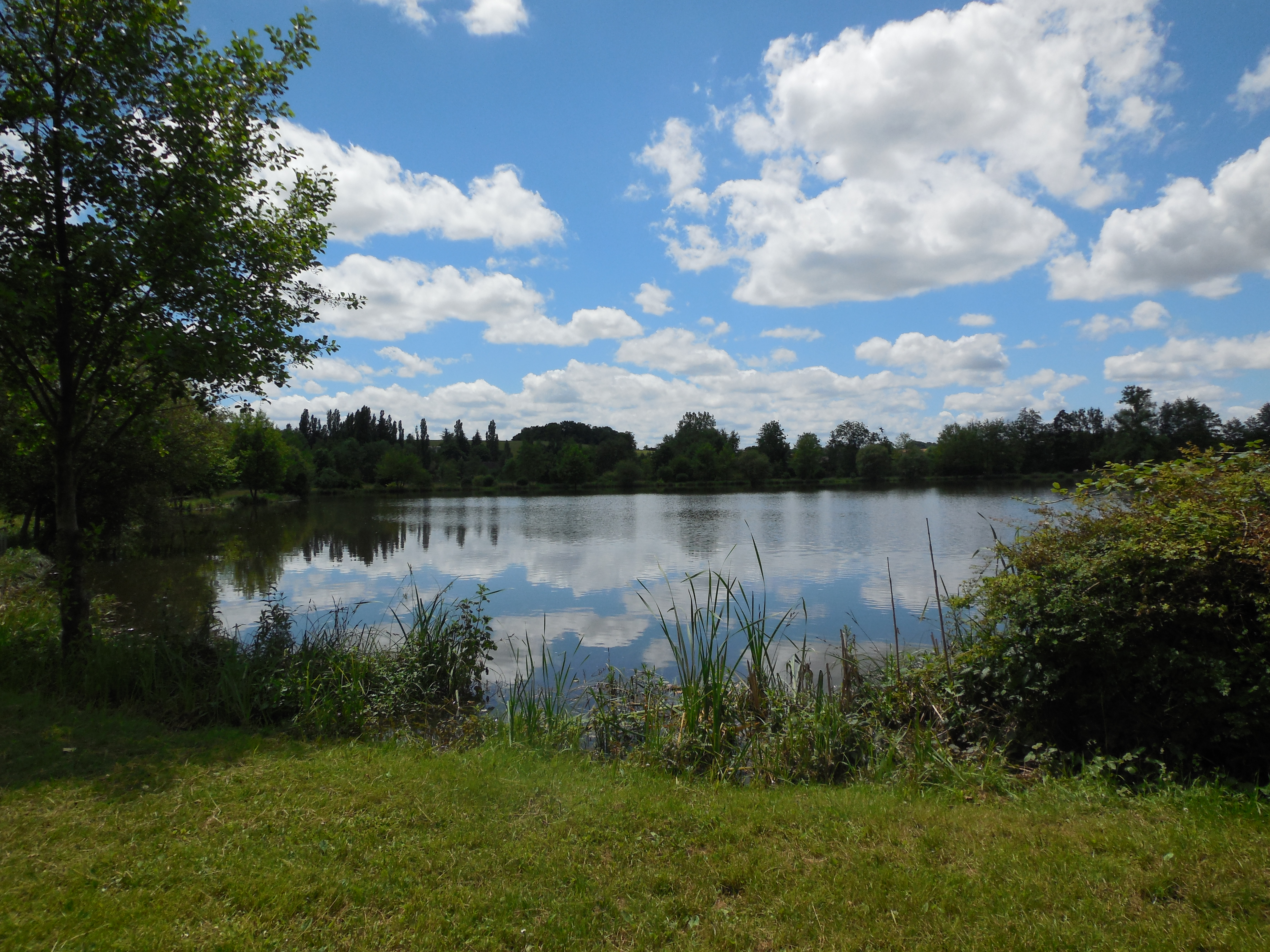
Étang de la Noue Douchy-Montcorbon à l'est.
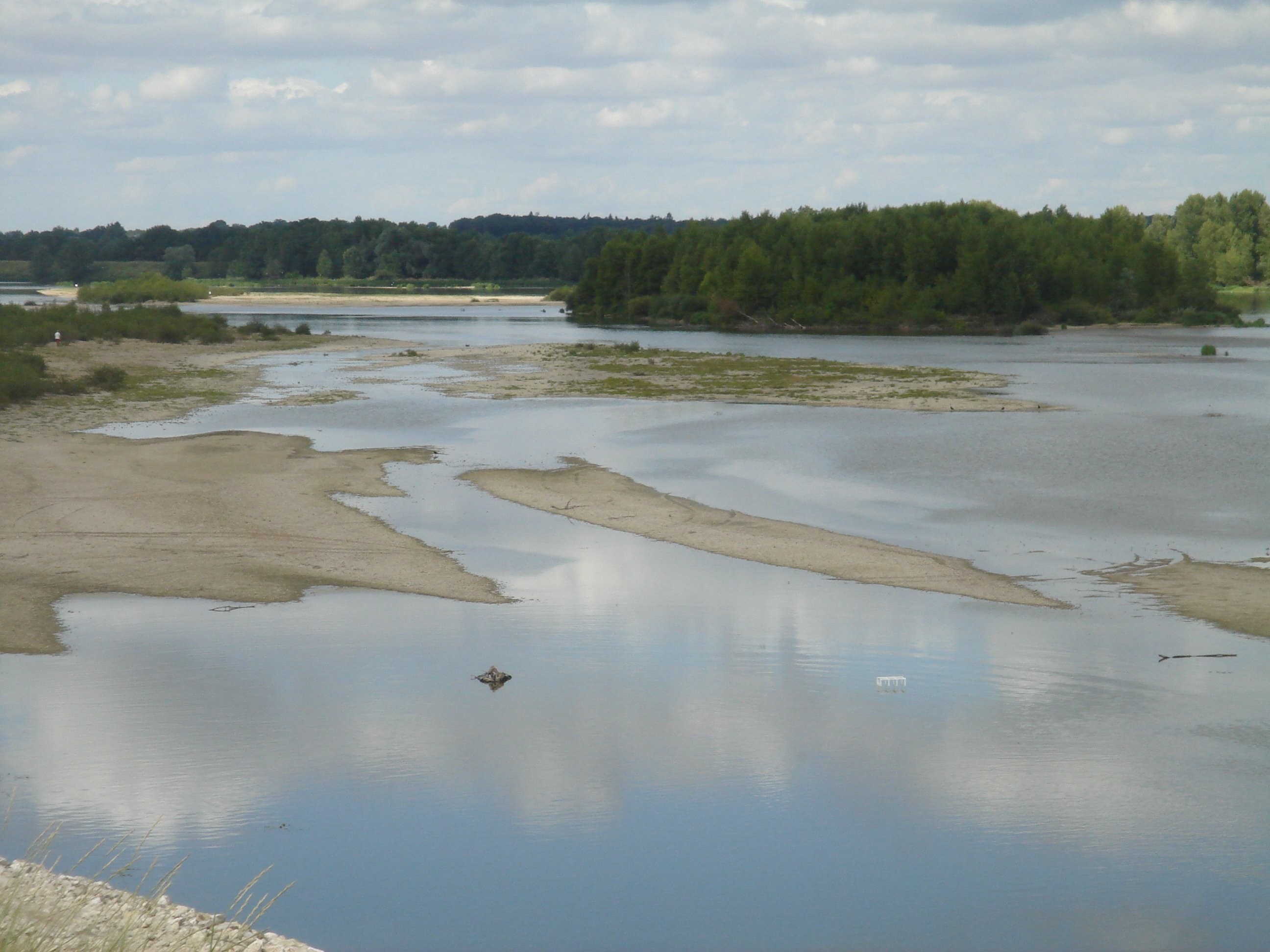
Le Val de Loire au niveau du méandre de Bou, au centre-ouest.
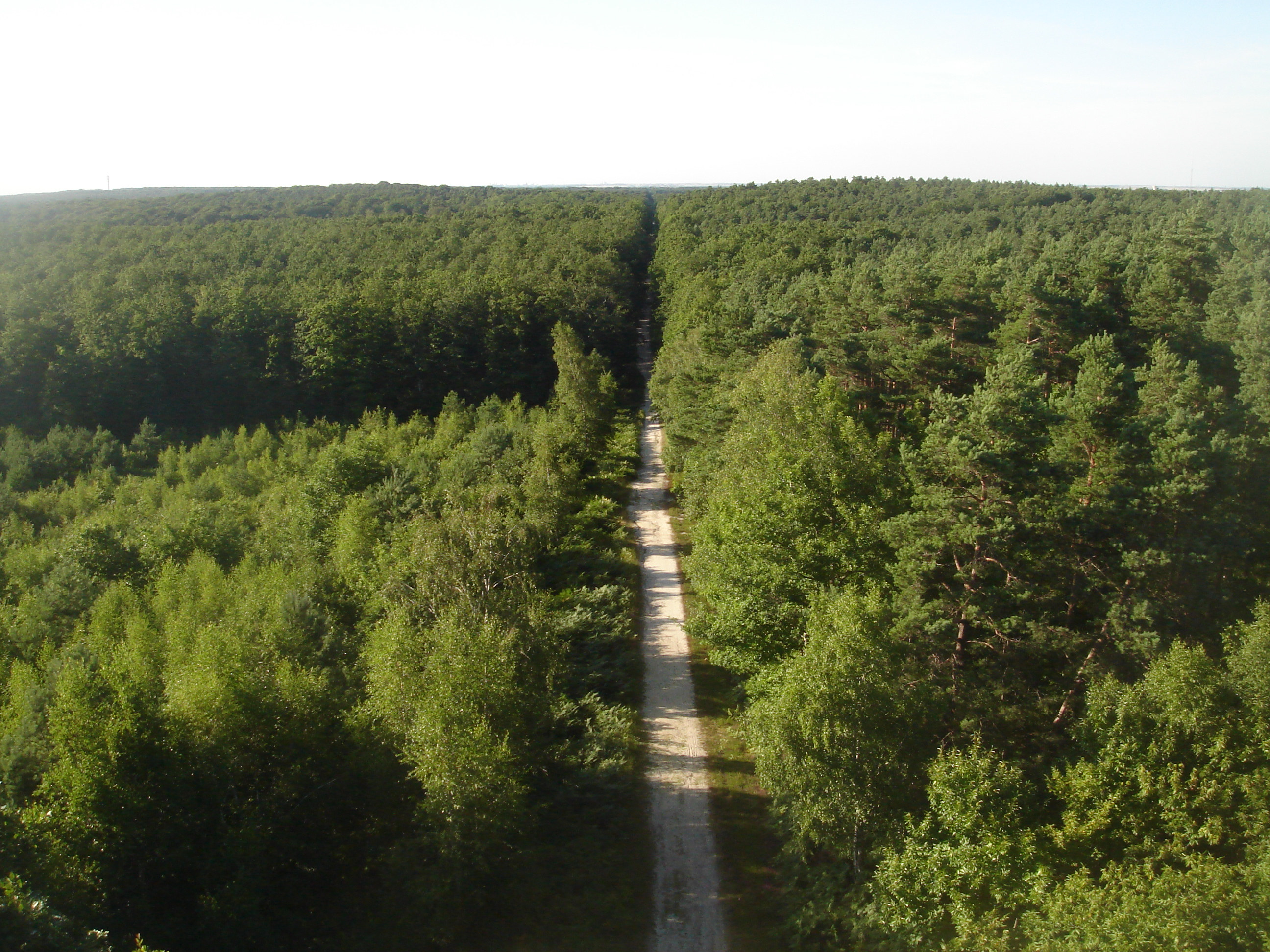
Forêt d'Orléans à Nibelle, au centre-nord.

### Relief
Le Loiret est un département plat d'une altitude voisine de 100 m, situé dans la moitié sud du Bassin parisien. L'altitude maximale est de 273 m et la minimale de 66 m.

### Géologie
Le sous-sol loirétain est uniquement constitué de roches sédimentaires âgées du Mésozoïque (Crétacé), du Cénozoïque (Paléocène au Pliocène) et du Quaternaire. Le Loiret occupe une partie du Bassin parisien, l'un des trois bassins sédimentaires en France,.
Les régions naturelles du Loiret sont largement liées à la nature du sous-sol. Ainsi, le Val de Loire est occupé par les alluvions quaternaires déposées par le fleuve éponyme. Les forêts de Sologne et d'Orléans reposent sur un sous-sol argilo-sableux formé du Miocène au Pliocène (formation des Sables et argiles de Sologne). La Beauce, vaste région agricole, voit affleurer la formation du Calcaire de Beauce (Aquitanien), ainsi que celle des Marnes, calcaires et sables de l'Orléanais (Burdigalien). La formation du Calcaire de Beauce affleure aussi à l'ouest du Gâtinais. La fertilité du grenier de la France est assurée par une mince couche de lœss (jusqu'à 1 m) déposée lors des différentes périodes glaciaires/interglaciaires du Quaternaire. Le Pays Fort et l'est du Gâtinais (aussi connu sous l'appellation "Gâtinais pauvre") sont quant à eux synonymes de roches siliceuses à argilo-siliceuses formées au cours du Paléocène et de l'Eocène, sous l'action de l'altération. Il s'agit de silcrètes et d'argiles à silex développés aux dépens des calcaires crayeux du Crétacé supérieur. Dans la région de Briare, des marnes et des calcaires lacustres se sont formés entre l'Eocène moyen et l'Oligocène. Près de Malesherbes et Augerville-la-Rivière, des formations sableuses d'origine marine et âgées du Rupélien (partiellement silicifiées en grès au cours du Cénozoïque et du Quaternaire) affleurent le long de la vallée de l'Essonne. Il s'agit de la formation des Sables de Fontainebeau. Le Rupélien est aussi la période de dépôt du calcaire lacustre d'Etampes qui affleure à l'ouest de la vallée du Loing. Les vallées du Loing et de l'Ouanne voient affleurer des calcaires crayeux à silex âgés du Crétacé supérieur (Turonien à Campanien). Les roches les plus anciennes du Loiret sont les Sables de la Puisaye (Albien-Cénomanien), le long de la vallée de la Notreure, mais elles affleurent très mal.

### Hydrographie
La Loire traverse le département du sud-est vers l'ouest. Son débit aux environs d'Orléans est essentiellement souterrain et provoque parfois des effondrements circulaires du lit, les bimes. Les bancs de sable y sont instables, ce qui explique partiellement la relative mauvaise réputation du fleuve dans ce secteur. Le fleuve arrose les villes de Briare, Gien, Sully-sur-Loire, Châteauneuf-sur-Loire, l'agglomération orléanaise, Meung-sur-Loire, Beaugency.
Le Loiret, résurgence de la Loire, donne son nom au département et ne fait que 12 kilomètres de long. Il rejaillit dans le parc Floral de la Source dans le quartier d'Orléans La Source. La région entre Loire et Loiret est classée « zone inondable » même si la dernière crue importante remonte au XIXe siècle.
Le Cosson, l'Essonne et le Loing empruntent également le territoire du département.
Le département du Loiret est hydrologiquement coupé en deux : le nord et le nord-est appartiennent au bassin hydrographique de la Seine, le sud et le sud-est appartiennent à celui de la Loire.
Quatre canaux traversent le département, il s'agit des canaux d'Orléans, de Briare, latéral à la Loire et du Loing.

### Régions naturelles
Le Loiret compte sept régions naturelles :
- le Val de Loire, composé de la dizaine de kilomètres d'alluvions située de part et d'autre de la Loire, et classé au patrimoine mondial de l'UNESCO à partir de Sully-sur-Loire ;
- la Beauce, plateau calcaire situé au nord-ouest du fleuve ;
- le Gâtinais, situé à l'est, autour de Montargis, plus vallonné et plutôt calcaire dans sa partie ouest et argileux vers l'est ;
- la Puisaye, entre le Berry et le Gâtinais ;
- la forêt d'Orléans, au nord de la Loire et au sud de la Beauce ;
- la Sologne, vaste forêt marécageuse constituant l'essentiel du sud du département ;
- le Berry à l'extrême sud-est.

Le département compte une réserve naturelle nationale, la réserve naturelle nationale de Saint-Mesmin.
On note aussi habituellement l'Orléanais comme région regroupant le Val de Loire autour d'Orléans, ainsi que la forêt d'Orléans.

## Démographie
Les habitants du Loiret sont les Loirétain(e)s.

En 2022, le département comptait 687 063 habitants, en évolution de +1,89 % par rapport à 2016 (France hors Mayotte : +2,11 %).
| 1791 | 1801    | 1806    | 1821    | 1826    | 1831    | 1836    | 1841    | 1846    |
| ---- | ------- | ------- | ------- | ------- | ------- | ------- | ------- | ------- |
| -    | 286 050 | 285 315 | 291 294 | 304 228 | 305 276 | 316 189 | 318 452 | 331 633 |

| 1851    | 1856    | 1861    | 1866    | 1872    | 1876    | 1881    | 1886    | 1891    |
| ------- | ------- | ------- | ------- | ------- | ------- | ------- | ------- | ------- |
| 341 029 | 345 115 | 352 757 | 357 110 | 353 021 | 360 903 | 368 526 | 374 875 | 377 718 |

| 1896    | 1901    | 1906    | 1911    | 1921    | 1926    | 1931    | 1936    | 1946    |
| ------- | ------- | ------- | ------- | ------- | ------- | ------- | ------- | ------- |
| 371 019 | 366 660 | 364 999 | 364 061 | 337 224 | 341 225 | 342 679 | 343 865 | 346 918 |

| 1954    | 1962    | 1968    | 1975    | 1982    | 1990    | 1999    | 2006    | 2011    |
| ------- | ------- | ------- | ------- | ------- | ------- | ------- | ------- | ------- |
| 360 523 | 389 854 | 430 629 | 490 189 | 535 669 | 580 612 | 618 126 | 645 325 | 659 587 |

| 2016    | 2021    | 2022    | - | - | - | - | - | - |
| ------- | ------- | ------- | - | - | - | - | - | - |
| 674 330 | 684 561 | 687 063 | - | - | - | - | - | - |

### Communes les plus peuplées
| Nom                      | Code Insee | Intercommunalité                   | Superficie (km2) | Population (dernière pop. légale) | Densité (hab./km2) | Modifier                                    |
| ------------------------ | ---------- | ---------------------------------- | ---------------- | --------------------------------- | ------------------ | ------------------------------------------- |
| Orléans                  | 45234      | Orléans Métropole                  | 27,48            | 116 344 (2022)                    | 4 234              | modifier les données · modifier les données |
| Olivet                   | 45232      | Orléans Métropole                  | 23,39            | 22 988 (2022)                     | 983                | modifier les données · modifier les données |
| Saint-Jean-de-Braye      | 45284      | Orléans Métropole                  | 13,70            | 22 088 (2022)                     | 1 612              | modifier les données · modifier les données |
| Fleury-les-Aubrais       | 45147      | Orléans Métropole                  | 10,12            | 21 664 (2022)                     | 2 141              | modifier les données · modifier les données |
| Saran                    | 45302      | Orléans Métropole                  | 19,65            | 16 866 (2022)                     | 858                | modifier les données · modifier les données |
| Saint-Jean-de-la-Ruelle  | 45285      | Orléans Métropole                  | 6,10             | 16 608 (2022)                     | 2 723              | modifier les données · modifier les données |
| Montargis                | 45208      | CA montargoise et rives du Loing   | 4,46             | 14 819 (2022)                     | 3 323              | modifier les données · modifier les données |
| Amilly                   | 45004      | CA montargoise et rives du Loing   | 40,26            | 13 432 (2022)                     | 334                | modifier les données · modifier les données |
| Gien                     | 45155      | Communauté des communes giennoises | 67,86            | 13 431 (2022)                     | 198                | modifier les données · modifier les données |
| Châlette-sur-Loing       | 45068      | CA montargoise et rives du Loing   | 13,13            | 12 958 (2022)                     | 987                | modifier les données · modifier les données |
| La Chapelle-Saint-Mesmin | 45075      | Orléans Métropole                  | 8,96             | 10 492 (2022)                     | 1 171              | modifier les données · modifier les données |
| Ingré                    | 45169      | Orléans Métropole                  | 20,82            | 9 838 (2022)                      | 473                | modifier les données · modifier les données |
| Saint-Jean-le-Blanc      | 45286      | Orléans Métropole                  | 7,66             | 9 534 (2022)                      | 1 245              | modifier les données · modifier les données |
| Pithiviers               | 45252      | CC du Pithiverais                  | 6,94             | 8 981 (2022)                      | 1 294              | modifier les données · modifier les données |
| Chécy                    | 45089      | Orléans Métropole                  | 15,47            | 8 948 (2022)                      | 578                | modifier les données · modifier les données |

## Tourisme
Le tourisme dans le Loiret connaît un très faible développement par rapport aux autres départements français. Depuis 2017, des actions politiques locales sont menées pour attirer des touristes étrangers et notamment chinois en travaillant sur l'offre touristique dans son ensemble, à savoir les hôtels, les principaux lieux historiques des villes comme Orléans, Gien, Malesherbes, La Ferté-Saint-Aubin, Meung-sur-Loire, et plus généralement créer un circuit touristique privilégié pour les touristes chinois, comme une route de la soie, version route des châteaux de la Loire. Sous l'action de plusieurs ministères, des offices du tourisme, et des actions locales de traduction en chinois opérées par des élèves du collège Saint-Charles et Jean-Rostand à Orléans, l'internationalisation de l'offre s'avère toutefois rencontrer des obstacles idéologiques importants, difficulté de faire fonctionner des synergies entre le département du Loiret et les municipalités qui ne partagent pas le même bord politique.

### Résidences secondaires
Selon le recensement général de la population du 1er janvier 2008, 5,5 % des logements disponibles dans le département étaient des résidences secondaires.
Ce tableau indique les principales communes du Loiret dont les résidences secondaires et occasionnelles dépassent 10 % des logements totaux en 2008 :
| Ville                      | Population SDC | Nombre de logements | Résidences secondaires | % résidences secondaires |
| -------------------------- | -------------- | ------------------- | ---------------------- | ------------------------ |
| Bazoches-sur-le-Betz       | 886            | 715                 | 314                    | 43,88 %                  |
| Nargis                     | 1 298          | 854                 | 275                    | 32,20 %                  |
| Saint-Hilaire-les-Andrésis | 944            | 579                 | 180                    | 31,14 %                  |
| Nibelle                    | 965            | 611                 | 172                    | 28,24 %                  |
| Ardon                      | 1 139          | 613                 | 153                    | 25,01 %                  |
| Chuelles                   | 1 113          | 701                 | 163                    | 23,24 %                  |
| Triguères                  | 1 348          | 812                 | 155                    | 19,03 %                  |
| Chilleurs-aux-Bois         | 1 879          | 987                 | 156                    | 15,85 %                  |
| Beaulieu-sur-Loire         | 1 765          | 1 068               | 158                    | 14,79 %                  |
| Ferrières-en-Gâtinais      | 3 331          | 1 798               | 231                    | 12,82 %                  |
| Courtenay                  | 3 796          | 2 361               | 301                    | 12,73 %                  |
| Dordives                   | 2 855          | 1 399               | 164                    | 11,72 %                  |
| Châtillon-sur-Loire        | 3 104          | 1 726               | 195                    | 11,30 %                  |

Sources : INSEE, 2008.

## Enseignement
Le Loiret compte 632 établissements de l'enseignement public et privé en 2008, dont 581 de publics.
Les effectifs de ces établissements totalisent 123 202 personnes, dont 61 980 écoliers, 47 233 collégiens ou lycéens et 17 828 étudiants. Au 31 janvier 2008, l'effectif du personnel de l'enseignement était de 9 673 employés.
L'enseignement supérieur du département est pour l'essentiel rassemblé sur le site de l'Université d'Orléans, à Orléans-la-Source. Il compte également plusieurs écoles spécialisées.

## Média
- Le quotidien du Loiret est La République du Centre, son siège est situé à Orléans et des agences locales sont basées à Montargis, Gien et Pithiviers.
- Le Journal de Gien, hebdomadaire de Gien et de ses alentours.
- L'Eclaireur du Gâtinais, hebdomadaire traitant de l'actualité du Montargois et du sud Seine-et-Marne.
- Le Courrier du Loiret, hebdomadaire de Pithiviers.
- Le journal gratuit d'information Le Petit Solognot est diffusé sur le Sud-Ouest du Loiret.
- France Bleu Orléans, radio du groupe Radio France. La radio émet sur le territoire du Loiret mais aussi du Loir-et-Cher. Elle est écoutée par 100 000 auditeurs par jour et est, en part d'audience, la radio la plus écoutée à Orléans.

## Sport
Le Loiret rassemble plusieurs associations sportives.
Plusieurs clubs sportifs du Loiret évoluent au niveau national[Quand ?] :
- l'Orléans Loiret Basket (OLB) évolue dans le championnat de Pro B (deuxième division) et joue ses matchs à domicile au Palais des Sports d'Orléans ;
- l'Union sportive Orléans Loiret football (USO) joue en National 1. Ses matchs à domicile se jouent au Stade de la Source ;
- le CJF Fleury Loiret Handball joue en première division de Championnat de France de handball féminin ;
- l'USM Saran HB évolue en Proligue, deuxième division nationale.
- le Handball Club Gien Loiret, évolue en championnat de Nationale 1, troisième échelon français.

Labélisé Terre de Jeux 2024, le label des territoires de Paris 2024, le Département accueillera le passage du Relais de la Flamme.

## Évènements
- Fêtes johanniques d'Orléans : commémoration de la délivrance d'Orléans le 8 mai 1429, par Jeanne d'Arc.
- Fêtes Saint-Georges : fête foraine pour le jour de la saint Georges (23 avril) à Pithiviers.
- Le festival de Loire, début septembre, les années impaires, à Orléans.
- Bourse aux Vélos de Puiseaux, de renommée internationale, dernier dimanche de novembre.